# Frits Bartling
Fredericus Benedictus (Frits) Bartling (Amsterdam, 26 augustus 1947) is een Nederlands voormalig langebaanschaatser. Hij was gespecialiseerd in de sprintafstanden.
Bartling werd in 1964 Nederlands junioren kampioen allround. Hij won alle afstanden. Hij nam deel aan het Nederlands kampioenschap schaatsen allround in 1965 (10e), 1966 (14e) en 1967 (4e). Ook nam hij deel aan het Europees kampioenschap schaatsen 1966 (14e) en 1967 (9e). 
Op zaterdag 25 november 1967 was Bartling, op weg naar wedstrijden voor de IJsselcup in Deventer, bij Knooppunt Hoevelaken betrokken bij een auto-ongeluk. Hij reed tegen een tegenligger en raakte hierbij zwaargewond en brak onder meer zijn been. Zijn aanstaande verloofde overleed aan de gevolgen van het ongeluk. Voor haar werd, als trouw fan van de band, door Arnold Mühren van The Cats het nummer Lea geschreven dat, in overleg met haar familie, in 1968 uitkwam. 
Bartling, die in 1967 vanwege studieredenen uit de kernploeg gestapt was, deed na een snel herstel een verwoede poging om de Olympische Winterspelen 1968 te halen. In februari 1968 viel hij af voor de Olympische Spelen. Hierna richtte hij zich volledig op de sprintafstanden. Bij de Nederlandse kampioenschappen schaatsen allround 1969 werd als bijprogramma een sprinttweekamp over tweemaal 500 meter gehouden. Deze werd door Bartling gewonnen. Achteraf is dit door de KNSB aangeduid als officieus Nederlands kampioenschap sprint. In 1970 stopte hij met schaatsen. Bartling evenaarde in 1965 het Nederlands record op de 1000 meter en reed in 1969 een Nederlands record op de 500 meter.